# Chavat Šikmim
Chavat Šikmim (hebrejsky: חוות שקמים, doslova „Sykomorová farma“, v přepisu do angličtiny: Havat Shikmim) je privátní ranč rodiny bývalého izraelského premiéra Ariela Šarona v Izraeli, v Jižním distriktu, v Oblastní radě Ša'ar ha-Negev.

## Geografie
Leží v nadmořské výšce cca 85 metrů na pomezí severního okraje pouště Negev a jižního okraje zemědělsky obdělávané pobřežní nížiny (Šefela), 16 kilometrů od břehu Středozemního moře, cca 64 kilometrů jihojihozápadně od centra Tel Avivu, cca 64 kilometrů jihozápadně od historického jádra Jeruzalému a 3 kilometry východně od města Sderot. 1 kilometr východně od farmy leží vesnice Dorot. Poblíž probíhá vádí Nachal Hoga, do kterého tu od jihu ústí vádí Nachal Selek.
Chavat Šikmim je na dopravní síť napojen pomocí lokální silnice číslo 334.

## Dějiny
Chavat Šikmim je zemědělská farma obklopená rozsáhlými polnostmi. V 50. letech 20. století ji založili Židé z Austrálie jako zemědělskou stanici zaměřenou na pastevectví. Pozemky poskytl nedaleký kibuc Dorot. Záměr ale nebyl dlouhodobě úspěšný. Farma pak změnila majitele a roku 1971 byla opět na prodej. Nabídku převzít polnosti odmítly sousední kibucy Dorot i Ruchama. Tehdy na počátku 70. let 20. století ji koupil Ariel Šaron. V roce 2004 byla hodnota farmy odhadována na 11,5 milionů amerických dolarů. Kupní cena přitom byla pouze 500 000 dolarů. Když se Šaron v roce 1977 stal ministrem zemědělství, objevily se spekulace o možném konfliktu zájmů. Roku 1978 proto ranč převedl na svou manželku Lilly Šaronovou. Později se o farmu starali i jeho synové Omri Šaron a Gil'ad Šaron.
Obhospodařování rodinné farmy bylo součástí Šaronova veřejného obrazu. Farma zároveň sloužila jako místo politických porad a schůzek. Roku 2000 byla v areálu farmy pohřbena Šaronova manželka Lilly. Právě zde, na své farmě, kam dojížděl pravidelně z Jeruzalému po výkonu své funkce premiéra, postihla Ariela Šarona 4. ledna 2006 silná mozková příhoda, ze které se již neprobral. Večer v 10 hodin byl odtud převezen do nemocnice Hadasa. V roce 2005 nedlouho předtím, než pásmo Gazy (jen 7 kilometrů severozápadně odtud) ovládlo hnutí Hamás, byl ranč zasažen raketou odpálenou z pásma Gazy. Střela dopadla nedaleko hrobu Šaronovy manželky Lilly. Podle stavu z roku 2010 je areál zanedbaný. Útoky radikálních Palestinců na farmu jsou odůvodňovány mimo jiné tím, že stojí na místě arabské vesnice Hudž, která tu stála do války za nezávislost roku 1948.